# Distritos de São Tomé e Príncipe
As duas províncias de São Tomé e Príncipe são divididas em sete distritos administrativos. Seis são localizados na ilha principal de São Tomé enquanto uma (Pagué), abrange a menor ilha de Príncipe. Distrito capitais são indicados entre parênteses.
1. Água Grande (São Tomé (São Tomé e Príncipe))
2. Cantagalo (Santana)
3. Caué (São João dos Angolares)
4. Lembá (Neves)
5. Lobata (Guadalupe)
6. Mé-Zóchi (Trindade)
7. Pagué (Santo António)